# Władysław Skoraczewski

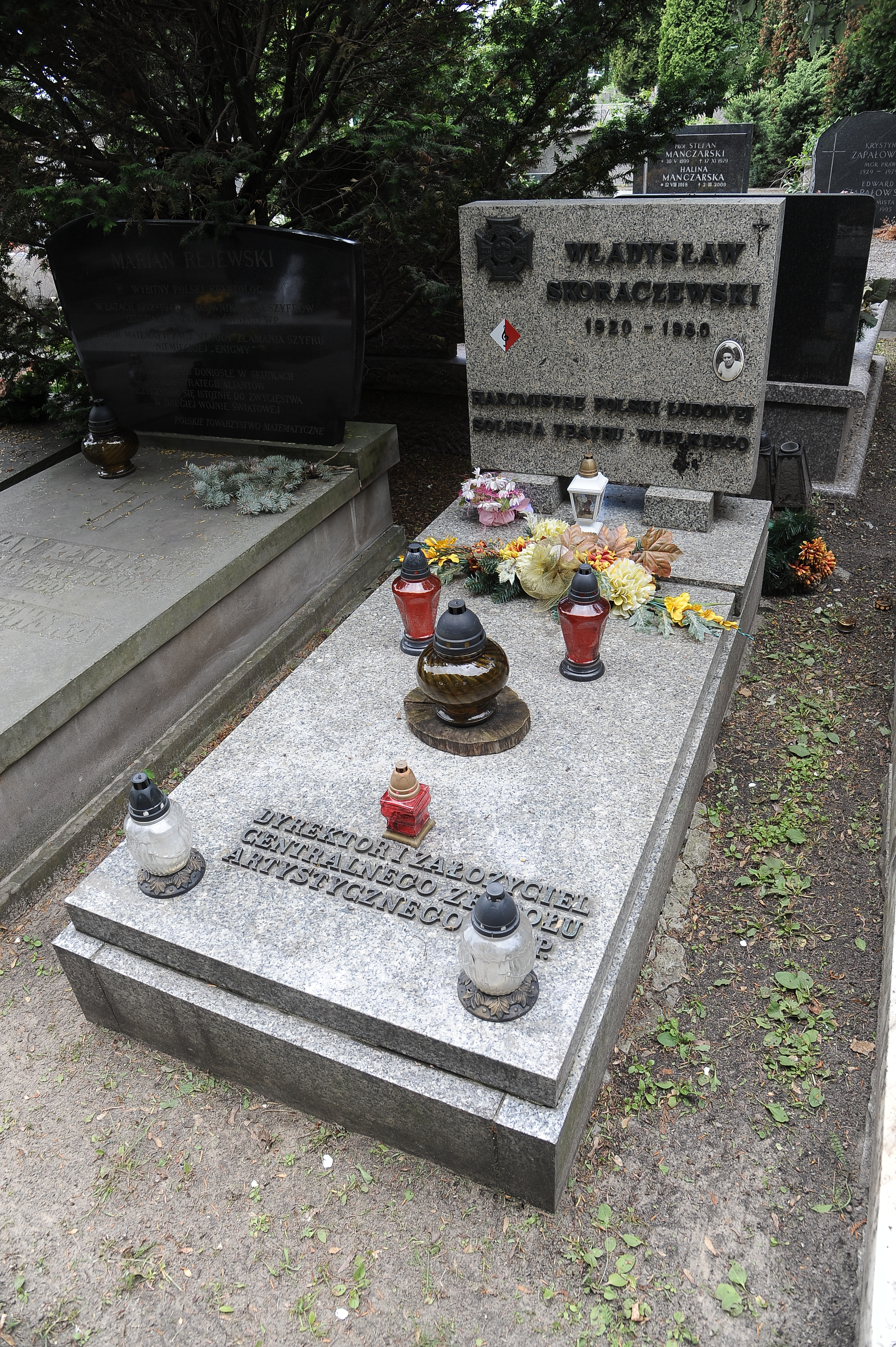
Grób Władysława Skoraczewskiego na warszawskim Cmentarzu Wojskowym na Powązkach

Władysław Skoraczewski (ur. 3 grudnia 1919 w Warszawie, zm. 2 stycznia 1980 tamże) – polski śpiewak operowy, dyrygent, instruktor harcerski, założyciel i kierownik Centralnego Zespołu Artystycznego Związku Harcerstwa Polskiego.

## Życiorys
W 1926 wstąpił do harcerstwa. Działał w drużynie przy Gimnazjum im. Jana Zamoyskiego, w którym również zdawał maturę. W 1937 po kursie instruktorskim otrzymał stopień podharcmistrza.
Studiował prawo na Uniwersytecie Warszawskim.
Edukację wokalną rozpoczął w 1938 u prof. Grzegorza Orłowa i kontynuował przez cały okres wojny. Studiował także dyrygenturę chóralną u księdza Wacława Gieburowskiego. Podczas okupacji niemieckiej uczestniczył w chórze kościoła Wszystkich Świętych, a po aresztowaniu przez gestapo jego dyrygenta, przejął kierownictwo nad chórem. Harcerz Szarych Szeregów, uczestniczył w powstaniu warszawskim. Po upadku powstania ukrywał się we wsi Zagość koło Pińczowa.
Po wojnie pracował w zespole Sceny Muzyczno-Operowej, początkowo w miejscu dawnego przedwojennego teatru Malickiej przy ul. Marszałkowskiej 8 (późniejszy teatr Rozmaitości), następnie w sali Romy przy ul. Nowogrodzkiej (Operetka Warszawska) i w odbudowanym Teatrze Wielkim.
W październiku 1945 założył Warszawski Chór Harcerski. Chór harcerski w 1957 przekształcił się w kilkusetosobowy Centralny Zespół Artystyczny Związku Harcerstwa Polskiego z siedzibą w Teatrze Wielkim. W skład zespołu wchodził również Harcerski Chór Dziecięcy i orkiestra symfoniczna. Zespół brał udział w Festiwalach Moniuszkowskich w Kudowie Zdroju, Festiwalach Kultury Młodzieży Szkolnej w Kielcach, w 1978 wystąpił na festiwalu Jeunesses Musicales w Częstochowie. Zespół wielokrotnie występował w przedstawieniach operowych Teatru Wielkiego i Filharmonii Narodowej, m.in. w Tosce Giacoma Pucciniego, Carmen Georges’a Bizeta, Królu Rogerze Karola Szymanowskiego, Borysie Godunowie Modesta Musorgskiego i innych.
Władysław Skoraczewski organizował dla zespołu obozy letnie, podczas których harcerze koncertowali w wielu miejscowościach. Obozy na Warmii i Mazurach przyniosły Zespołowi odznakę „Zasłużony dla Warmii i Mazur”.
Pochowany na cmentarzu Powązki Wojskowe w Warszawie (kwatera B39-4-2).

## Upamiętnienie

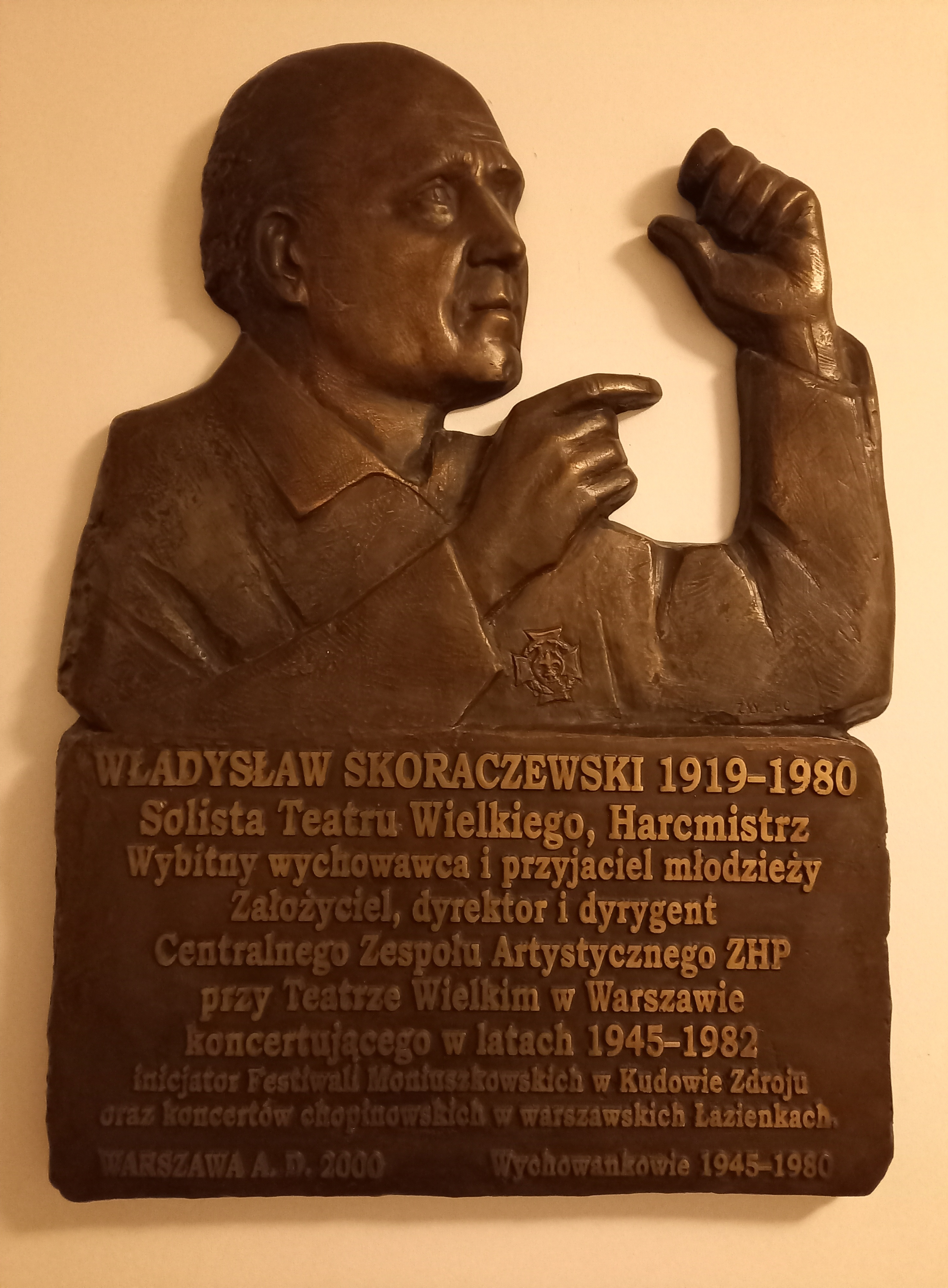
Tablica Władysława Skoraczewskiego w Teatrze Wielkim w Warszawie

Po śmierci Skoraczewskiego Centralny Zespół Artystyczny Związku Harcerstwa Polskiego przyjął jego imię, w 1983 zakończył działalność jako CZA ZHP w formule, jaką wypracował Władysław Skoraczewski. Jego ostatnia kierowniczka Sabina Włodarska utworzyła z byłych członków Zespołu (młodszych dziewcząt) dziewczęcy chór, który w 1990 zmienił nazwę na Alla Polacca.
Był jednym z twórców i pierwszym dyrektorem artystycznym Festiwali Moniuszkowskich w Kudowie-Zdroju. Rada miasta w 1962 nadała mu tytuł honorowego obywatela Kudowy-Zdroju. Podczas 50. Festiwalu Moniuszkowskiego w 2012 park muzyczny w tym mieście, stanowiący część Parku Zdrojowego, nazwano Ogrodem muzycznym im. druha harcmistrza Władysława Skoraczewskiego. Umieszczono tam metalowe atrapy instrumentów muzycznych: fortepian, kontrabas oraz harfę, przy których fotografują się licznie kuracjusze i turyści.
Od roku 1997 działa Stowarzyszenie Wychowanków Harcmistrza Władysława Skoraczewskiego, zrzeszające byłych członków Centralnego Zespołu Artystycznego Związku Harcerstwa Polskiego (CZA ZHP).
17 listopada 2000 odbyło się nadanie imienia Władysława Skoraczewskiego sali prób, przy której odsłonięto pamiątkową tablicę ku jego czci. Sala znajduje się obok Sali Kameralnej im. Emila Młynarskiego w Teatrze Wielkim w Warszawie. Odsłonięcia tablicy zaprojektowanej przez Zbigniewa Wilmę i wykonanej przez Bohdana Chmielewskiego dokonał Wojciech Grzymała-Siedlecki, prezes Stowarzyszenia Wychowanków Harcmistrza Władysława Skoraczewskiego.
W 30. rocznicę śmierci Władysława Skoraczewskiego, jego wychowankowie zorganizowali w Teatrze Muzycznym Roma w Warszawie wielki koncert jubileuszowy. Praca Druha Władka wydała po latach nowe efekty – zespół wznowił swoją działalność pod nazwą Chór Wychowanków harcmistrza Władysława Skoraczewskiego JUBILUS. W 2011 roku powstała Fundacja Wychowanków harcmistrza Władysława Skoraczewskiego, w ramach której działa Chór JUBILUS. Próby odbywają się, jak niegdyś, w Teatrze Wielkim Operze Narodowej, nawiązano również współpracę ze Staromiejskim Domem Kultury.
Imię Władysława Skoraczewskiego nosi chór i Towarzystwo Muzyczne Artos.

## Role operowe
- Wieśniak w Pajacach Ruggera Leoncavalla
- Bonzo w Madame Butterfly Giacoma Pucciniego
- Wagner w Fauście Charles’a Gounoda
- Pan Pege w Wesołych kumoszkach z Windsoru Ottona Nicolaia
- Mich w Sprzedanej narzeczonej Bedřicha Smetany
- Robin w Królu włóczęgów Rudolfa Frimla
- Zarecki w Eugeniuszu Onieginie Piotra Czajkowskiego
- Figaro w Weselu Fugara Wolfganga Amadeusa Mozarta
- Benoit w Cyganerii Giacoma Pucciniego
- Podczaszyc w Hrabinie Stanisława Moniuszki
- Narumow w Damie pikowej Piotra Czajkowskiego
- tytułowa partia w Don Pasquale Gaetana Donizettiego
- rola w Diabłach z Loudun Krzysztofa Pendereckiego
- rola w Katarzynie Izmajłowej
- Bartolo w Cyruliku sewilskim Gioacchina Rossiniego.